# Барри, Кейт
Кейт Ба́рри (англ. Kate Barry; 8 апреля 1967, Лондон — 11 декабря 2013, Париж) — англо-французский фотограф.

## Биография
Родилась в семье композитора Джона Барри (1933—2011) и актрисы Джейн Биркин (1946—2023), которые были женаты с 1965 по 1968 год. После развода родителей вместе с матерью переехала во Францию. Впервые встретилась с отцом в 13 лет, после расставания матери с Генсбуром. У Кейт были две старших единокровных сестры (Сюзанна Барри и Шан Барри), две младших единоутробных сестры — Шарлотта Генсбур (род. 1971) и Лу Дуайон (род. 1982) — и один младший единокровный брат (Джонпатрик Барри).
В 1983—1984 годах училась в École de la chambre syndicale de la couture parisienne.
В подростковом возрасте пристрастилась к наркотикам. После излечения в 1994 году основала в Бюси-ле-Лон центр реабилитации наркозависимых (A.P.T.E.).

### Карьера
В 1989 году Кейт дебютировала в кино, сыграв роль дочери героя Сержа Генсбура в фильме «Слоган». В 1970 году исполнила роль дочери героини своей матери Джейн Биркин в фильме «Секс-сила».
Несмотря на роли в кино, основной деятельностью Кейт стала работа в качестве фотографа и успешно снимала знаменитостей. В 1990-х годах Барри работала фотографом в нескольких фильмах.
Снимала для Elle, Elle Japan, Paris Match, Madame Figaro, L’Express Styles, Sunday Times Magazine, Telegraph Magazine, Cosmopolitan France, Crash, D magazine, Amica, Vogue (британский и немецкий) и Vogue France. Сняла обложку дебютного альбома Карлы Бруни Quelqu’un m’a dit.

### Смерть

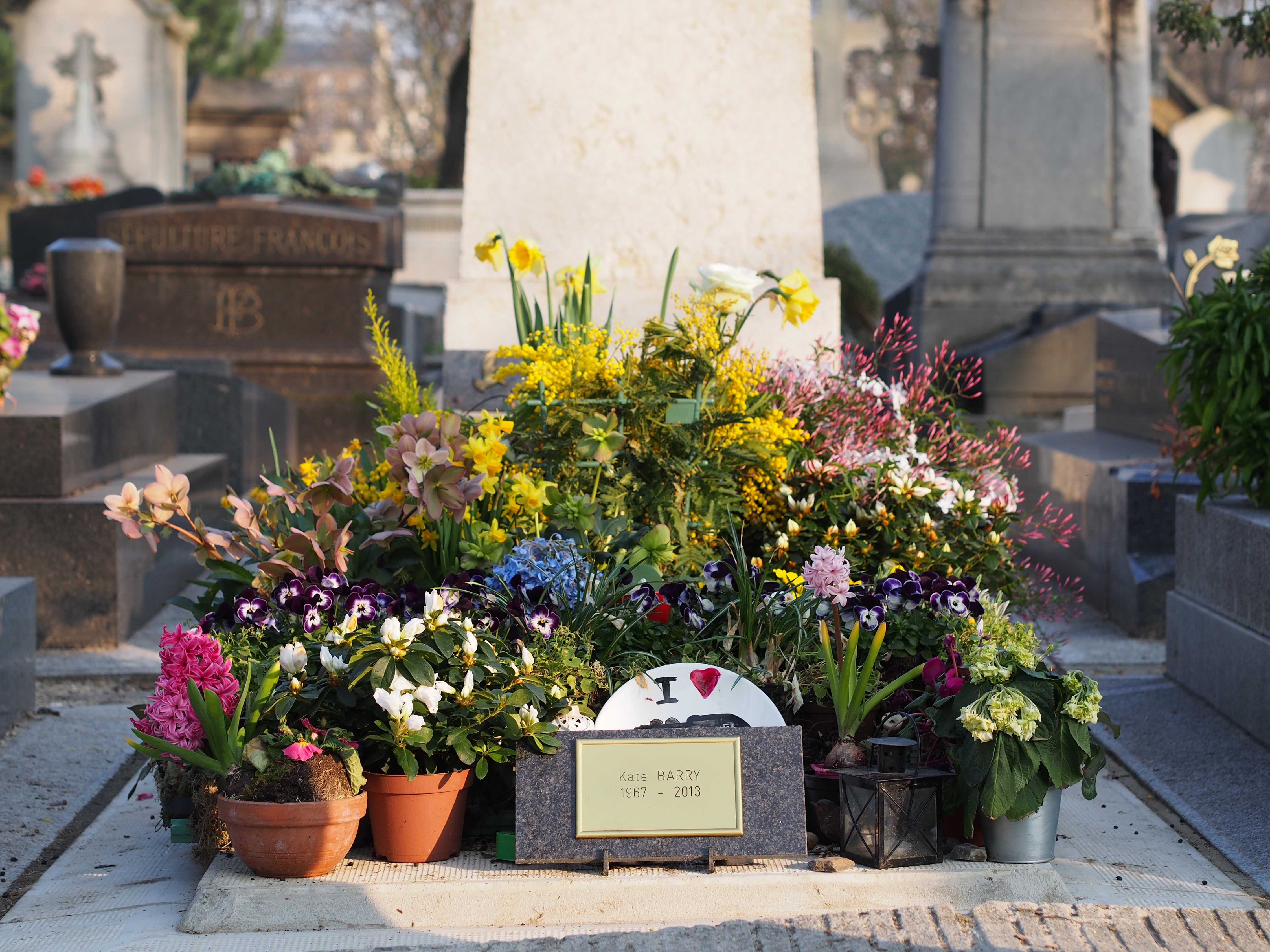
Могила Кейт Барри на кладбище Монпарнас

46-летняя Кейт покончила жизнь самоубийством 11 декабря 2013 года, шагнув из окна 4-го этажа своей квартиры в XVI округе Парижа. Прощание с Барри состоялось 19 декабря 2013 года в церкви Святого Роха. На нём присутствовали французские знаменитости, друзья семьи, среди которых — Катрин Денёв, Карла Бруни, Филипп Гаррель и другие. Похоронена на кладбище Монпарнас.

## Личная жизнь
В 1980-х годах Кейт состояла в фактическом браке с Паскалем де Кермадеком. Их сын — Роман де Кермадек, родился 31 марта 1987 года. В последние годы жила с продюсером Ури Мильштейном.